# Tara, Kolašin
Tara este un sat din comuna Kolašin, Muntenegru. Conform datelor de la recensământul din 2003, localitatea are 36 de locuitori (la recensământul din 1991 erau 46 de locuitori).

## Demografie
În satul Tara locuiesc 31 de persoane adulte, iar vârsta medie a populației este de 39,4 de ani (40,5 la bărbați și 38,3 la femei). În localitate sunt 10 gospodării, iar numărul mediu de membri în gospodărie este de 3,60.
Populația localității este foarte eterogenă.
|  |

| Demografie | Demografie | Demografie |
| An         | Locuitori  | Locuitori  |
| ---------- | ---------- | ---------- |
|            |            |            |
|            |            |            |
|            |            |            |
|            |            |            |
| 1948       | 77         |            |
| 1953       | 68         |            |
| 1961       | 65         |            |
| 1971       | 52         |            |
| 1981       | 30         |            |
| 1991       | 46         | 46         |
| 2003       | 36         | 36         |

| \| Componența etnică conform recensământului din 2003[2] \| Componența etnică conform recensământului din 2003[2] \| Componența etnică conform recensământului din 2003[2] \| Componența etnică conform recensământului din 2003[2] \| Componența etnică conform recensământului din 2003[2] \| \| ----------------------------------------------------- \| ----------------------------------------------------- \| ----------------------------------------------------- \| ----------------------------------------------------- \| ----------------------------------------------------- \| \| \| \| \| \| \| \| Sârbi \| Sârbi \| \| 22 \| 61,11% \| \| Muntenegreni \| Muntenegreni \| \| 14 \| 38,88% \| \| necunoscută \| necunoscută \| \| 0 \| 0% \| |              |  |    |        |
| Componența etnică conform recensământului din 2003 |              |  |    |        |
| |              |  |    |        |
| Sârbi | Sârbi        |  | 22 | 61,11% |
| Muntenegreni | Muntenegreni |  | 14 | 38,88% |
| necunoscută | necunoscută  |  | 0  | 0%     |